# SERENDIP
SERENDIP (англ. Search for Extraterrestrial Radio Emissions from Nearby Developed Intelligent Populations, пошук іншопланетних радіовипромінень від сусідніх розвинутих розумних популяцій) — програма пошуку позаземного інтелекту, започаткована Берклівським дослідницьким центром SETI в Університету Каліфорнії в Берклі.
SERENDIP не має власної програми спостережень, натомість його інструменти, встановлені як додаткові інструменти на великі радіотелескопи, шукають ознаки штучних радіосигналів від позаземних цивілізацій під час виконання радіотелескопами інших спостережних програм.

## Контекст
Спочатку інструмент SERENDIP був 100-канальним аналоговим радіоспектрометром, що охоплював смугу пропускання шириною 100 кГц. Наступні інструменти були значно потужнішими, кількість каналів подвоювалася приблизно щороку. Ці інструменти були встановлені на великій кількості телескопів, включаючи 90-метровий телескоп Національної радіоастрономічної обсерваторії в Грін-Бенку і 305-метровий телескоп Аресібо.
Спостереження SERENDIP проводилися на частотах від 400 МГц до 5 ГГц. Більшість спостережень велись поблизу тихої зони, на яку припадають радіолінія нейтрального водню 21 см і рідіолінія гідроксилу 18 см, і яка вважається найочевиднішим вибором частоти для радіокомунікації з незнайомими цивілізаціями.

## Проєкти
SERENDIP V був встановлений в обсерваторії Аресібо в червні 2009 року. Основним його інструментом був цифровий спектрометр на основі FPGA зі 128 мільйонами каналів, що охоплював діапазон частот 200 МГц. Він приймав дані разом із семипроменевою фідерною матрицею ALFA.
Експерименті SERENDIP наступного покоління, SERENDIP VI, був розпочатий в 2014 році як в Аресібо, так і на телескопі Green Bank. SERENDIP VI також шукатиме швидкі радіосплески у співпраці з науковціми з Оксфордського університету та Університету Західної Вірджинії.

## Результати
Програма знайшла близько 400 підозрілих сигналів, але було недостатньо даних, аби стверджувати, що вони належать позаземним цивілізаціям. У вересні-жовтні 2004 року ЗМІ писали про радіосигнал SHGb02+14a та його штучне походження, але перевірка не змогла підтвердити його зв'язок із позаземною цивілізацією. Наразі жодних підтверджених позаземних сигналів не знайдено.